# Фердинанд (Шварценберг)
Вижте пояснителната страница за други личности с името Фердинанд.
Фердинанд Вилхелм Евсебий фон Шварценберг (на немски: Ferdinand Wilhelm Eusebius zu Schwarzenberg; * 23 май 1652, Брюксел; † 22 октомври 1703, Виена) е немско-бохемски благородник, 2. княз на Шварценберг (1683 – 1703), чрез женитба ландграф в Клетгау (1687 – 1703), от 1688 г. граф на Зулц, от 1698 г. покнязен граф на Зулц.

## Живот
Той е син на княз Йохан Адолф фон Шварценберг (1615 – 1683), който 1670 г. е издигнат на княз, и съпругата му графиня Мария Юстина Щархемберг (1608 – 1681), дъщеря на Лудвиг граф фон Щархемберг (1564 – 1620) и третата му съпруга графиня Барбара фон Херберщайн (1578 – 1616).
Чрез баща си Фердинанд получава през 1668 г. службата императорски кемемрер. През 1679 г. той се грижи във Виена за организацията и грижата за жертвите на чумата, също и със собствени средства, и го наричат „Чумовия крал“ („Pestkönig“). По време на обсадата на Виена от турците през 1683 г. Фердинанд се грижи също за населението. През 1685 г. императорът го номинира на „Оберхофмаршал“ и 1688 г. го приема в „Ордена на Златното руно“. През 1692 г. той става „Оберхофмайстер“ на императрицата.
Фердинанд се жени на 22 май 1674 г. в Лангенхарген за графиня Мария Анна фон Зулц (* 24 октомври 1653, Тинген; † 18 юли 1698, Виена), наследничка на графовете на Зулц. Той спечелва за наследниците си ландграфството Клетгау.
На 8 февруари 1688 г. Фердинанд става граф на Зулц, на 20 юли 1698 г. е покнязен граф на Зулц.

## Деца
Фердинанд и Мария Анна фон Зулц имат 11 деца:
- Адолф Лудвиг (1676 – 1690)
- Адам Франц Карл Евсебий (1680 – 1732), 3. княз на Шварценберг, женен на 6 декември 1701 г. във Виена за принцеса Елеонора фон Лобковиц (1682 – 1741)
- син (*/† 1682)
- Христиан (1685 – 1686)
- Мария Йозефа Ернестина (1675 – 1686)
- Мария Франциска Юстина (1677 – 1731), омъжена на 15 февруари 1699 г. във Виена за граф Карл Егон Ойген фон Фюрстенберг-Мьоскирх (1665 – 1702, убит)
- Мария Тереза Фелицитас (1683 – 1685)
- Йохана Шарлота (1687 – 1687)
- Мария Анна Йоханна Филипина Нотбурга Франциска (1688 – 1757), омъжена на 4 юни 1708 г. за граф Франтишек Леополд Щернберг (1680 – 1745)
- Мария Йоханна Елизабет Луиза (1689 – 1739), канониса в Св. Урсула в Кьолн, омъжена на 16 ноември 1706 г. за 3. княз Фердинанд Август фон Лобковиц (1655 – 1715)
- Мария Антония Йоханн Нотбурга Фелицитас (1692 – 1744), омъжена на 16 януари 1709 г. за граф Франтишек Карел II Коловрат-Либщайнски (1684 – 1753)